# Tubing

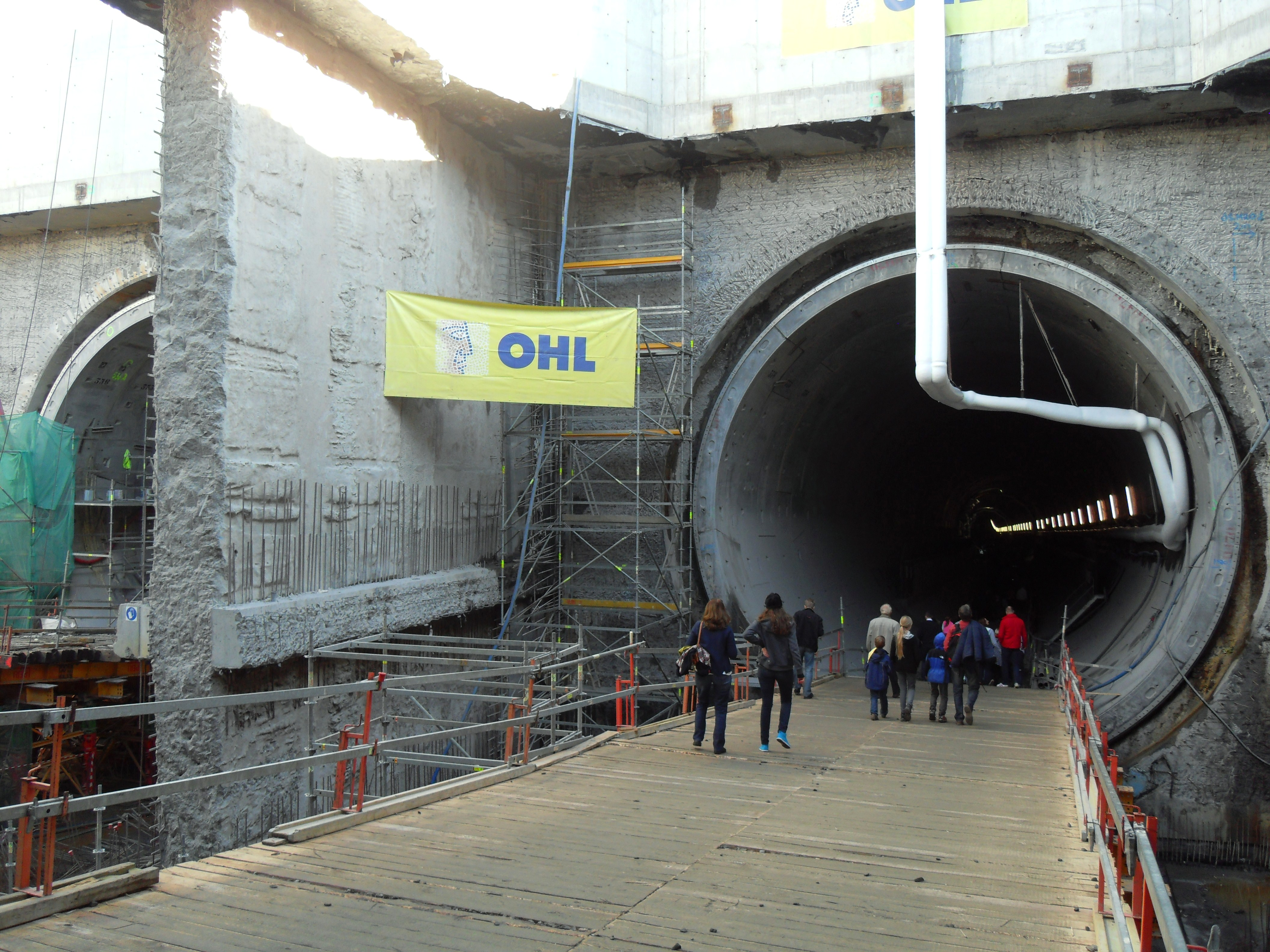
Wyloty tubingów podczas budowy tunelu pod Martwą Wisłą

Tubing (z ang. tube – rura) – rodzaj cylindrycznej obudowy tunelu lub kanału wykonanej z metalu lub żelbetu. Połączone tubingi tworzą pierścień, stanowiący ścianę kanału. Najczęściej wykorzystywane są do budowy szybów wentylacyjnych, szybów kopalnianych czy tuneli metra (w tej technologii powstało częściowo metro w Warszawie).
Pierwszy w Polsce drogowy tunel pod rzeką, wybudowany metodą TBM, to Tunel imienia
Ks. Abp. Tadeusza Gocłowskiego pod Martwą Wisłą w Gdańsku. Średnica zewnętrzna tubingów wynosi 12,2 m. Do jego budowy wykorzystano 1076 prefabrykowanych pierścieni o łącznej masie ok. 118 tys. ton.